# Helena Sofia Smedberg
Helena Sofia Smedberg, även kallad Hedin, född 1771, död i Göteborg 20 januari 1804, svensk balettdansare och skådespelare.  
Helena Sofia Smedberg var anställd vid Kungliga Baletten på Operan i Stockholm som figurant.  Hon var 1797-99 anställde hon vid Munkbroteatern.  Hon förlorade sin plats då denna teater stängdes.  Hon turnerade därefter på landsbygden.  Hon var engagerad hos Anders Lundqwist (1801-02), Johan Erik Brooman (1802-03) och Johan Peter Lewenhagen (1803-04). Under hennes tid hos Lundqwist framträdde hon för första gången i Sillgateteatern i Göteborg som solodansös. Hon avled i lungsot. 
Hon var gift med skådespelaren Gustaf Hedin (1776-1813), som ansågs vara en framstående aktör på landsbygden och var särskilt känd för sina kjolroller; han gifte efter hennes död om sig, 1807, med kollegan Theresia Levin (1783-1833).